# Larrañaga
Larrañaga és un barri (barrio) de la ciutat de Montevideo, Uruguai.

## Ubicació
Es troba al centre-sud del departament de Montevideo. Larrañaga limita al sud amb Tres Cruces i La Blanqueada, a l'oest amb La Comercial, al nord amb el Mercado Modelo, mentre que a l'est fa frontera amb el barri de la Unión.

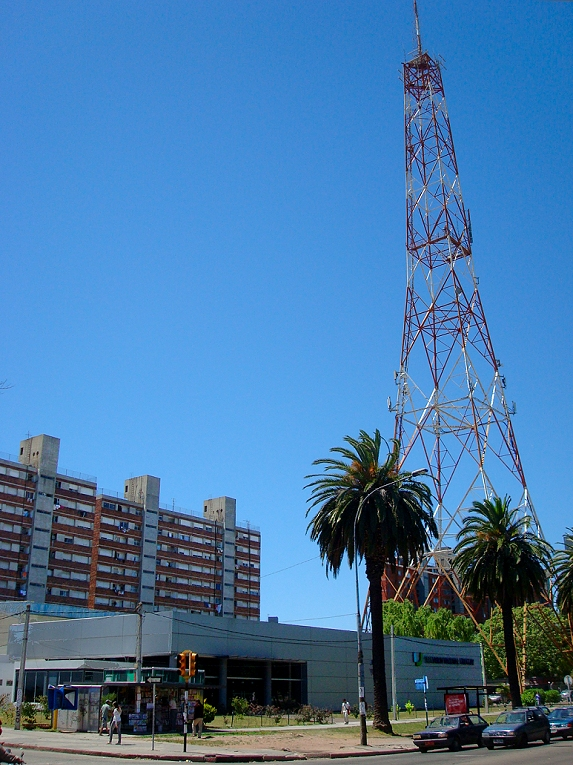
Canal nacional de televisió 5, a Larrañaga